# Vaccinium thibaudifolium
Vaccinium thibaudifolium är en ljungväxtart som beskrevs av Herbert Fuller Wernham. Vaccinium thibaudifolium ingår i Blåbärssläktet, och familjen ljungväxter. Inga underarter finns listade i Catalogue of Life.